# Eka pada sarvangasana

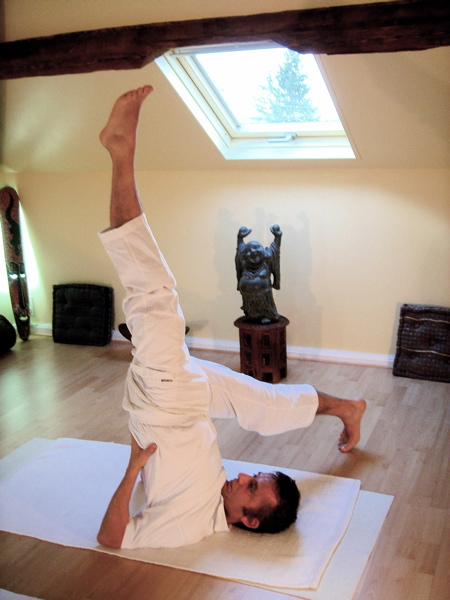
Eenbenige Schouderstand
Eka Pada Sarvangasana

Eka Pada Sarvangasana (Sanskriet voor eenbenigehouding van het hele lichaam of Eenbenige Schouderstand) is een houding of asana.
| Sanskriet | Vertaling                   |
| --------- | --------------------------- |
| eka       | één                         |
| pada      | voet, been                  |
| sarva     | alle                        |
| anga      | ledematen                   |
| asana     | houding (letterlijk: 'zit') |

## Beschrijving
De Eenbenige Schouderstand begint liggend op de rug, waarbij beide handen onder het midden van de rug worden gezet. De benen en het onderlichaam worden in de lucht worden gebracht, zodat het lichaam in de schouderstand komt te staan. Het gewicht van het lichaam rust op het bovenste deel van de rug, het hoofd, de nek en de bovenarmen. Wanneer de balans gevonden is, blijft het ene been kaarsrecht overeind en wordt het andere been langzaam in een vloeiende lijn achter het hoofd neergezet, met de tenen tegen de grond. De ogen zijn in de richting van de bovenste teen gericht. Het hoofd mag niet opzij worden gedraaid op het moment van de houding. Blijf enkele kere in- en uitademen in deze houding.